# Nikolaj Znaider
Nikolaj Znaider (født 5. juli 1975 i København) er en dansk-israelsk violinist.
Som 14-årig vandt han i maj 1990 første pris i sin kategori i Jaroslav Kocian Konkurrencen i Tjekkoslovakiet og i 1991 5. pris samt publikums pris i Yehudi Menuhin International Violin Competition.
I 1992 vandt han, 16 år gammel – som yngste deltager og første dansker nogensinde – Den Internationale Carl Nielsen Violinkonkurrence (Carl Nielsen International Competitions), og i 1997 vandt han førsteprisen i violinverdenens mest respekterede konkurrence, Queen Elizabeth International Violin Competition i Bruxelles.
Nikolaj Znaider spiller omkring 100 koncerter om året med de bedste orkestre, dirigenter og kammermusikensembler i verden. Dertil kommer en række koncerter med Nikolaj Znaider som dirigent.
Han regnes i dag for en af violinverdenens ypperste virtuoser.
Nikolaj Znaider spiller på en Guarnerius del Gesu 1741 "Ex-Kreisler".

## Diskografi
- Carl Nielsen og Max Bruchs violinkoncerter. London Philharmonic Orchestra, Lawrence Foster. (2000)
- Prokofievs violinkoncert nr. 2 og Glasunovs violinkoncert. Bayerisches Symphonieorchester, Mariss Jansons. (2002)
- Bravo – Virtuoso and Romantic encores for Violin. Med Daniel Gortler (klaver). (2003)
- Beethovens og Mendelssohns violinkoncerter. The Israel Philharmonic Orchestra, Zubin Mehta. (2005)
- Brahms' samlede værker for violin og klaver. Med Yefim Bronfman (klaver). (2007)

## Hædersbevisninger
- 2010: Ridderkorset af Dannebrogordenen